# At the Gate of Sethu
At the Gate of Sethu sedmi je studijski album death metal-sastava Nile. Album je objavljen 29. lipnja u Europi i 3. srpnja u Sjevernoj Americi, a objavila ga je diskografska kuća Nuclear Blast Records.
Dana 25. svibnja 2012. druga pjesma "The Fiends Who Come to Steal the Magick of the Deceased" objavljena je na Noisecreepu.
Dana 22. studenoga 2012. objavljen je glazbeni spot za pjesmu "Enduring the Eternal Molestation of Flame".
Naslovnicu albuma izradio je Spiros Antoniou iz skupine Septicflesh.
Album se pojavio na 131. mjestu ljestvice Billboard 200, što je najviše mjesto koje je skupina zauzela na toj ljestvici do danas.

## Popis pjesama
Tekstovi: Karl Sanders. 
| 1.    | »Enduring the Eternal Molestation of Flame«                        | Sanders, George Kollias    | 4:29 |
| 2.    | »The Fiends Who Come to Steal the Magick of the Deceased«          | Sanders, Kollias           | 4:30 |
| 3.    | »The Inevitable Degradation of Flesh«                              | Dallas Toler-Wade, Kollias | 5:30 |
| 4.    | »When My Wrath Is Done«                                            | Sanders, Kollias           | 3:11 |
| 5.    | »Slaves of Xul« (instrumentalna skladba)                           | Sanders                    | 1:24 |
| 6.    | »The Gods Who Light Up the Sky at the Gate of Sethu«               | Sanders, Kollias           | 5:43 |
| 7.    | »Natural Liberation of Fear Through the Ritual Deception of Death« | Toler-Wade, Kollias        | 3:30 |
| 8.    | »Ethno-Musicological Cannibalisms« (instrumentalna skladba)        | Sanders                    | 1:40 |
| 9.    | »Tribunal of the Dead«                                             | Sanders, Kollias           | 5:54 |
| 10.   | »Supreme Humanism of Megalomania«                                  | Toler-Wade, Kollias        | 4:37 |
| 11.   | »The Chaining of the Inquitous«                                    | Sanders                    | 7:05 |
| 47:33 |                                                                    |                            |      |

| Dodatne pjesme | Dodatne pjesme                                                       | Dodatne pjesme | Dodatne pjesme | Dodatne pjesme | Dodatne pjesme | Dodatne pjesme | Dodatne pjesme | Dodatne pjesme | Dodatne pjesme |
| Br.            | Skladba                                                              | Trajanje       |                |                |                |                |                |                |                |
| -------------- | -------------------------------------------------------------------- | -------------- | -------------- | -------------- | -------------- | -------------- | -------------- | -------------- | -------------- |
| 12.            | »Enduring the Eternal Molestation of Flame« (instrumentalna skladba) | 4:05           |                |                |                |                |                |                |                |
| 13.            | »The Inevitable Degradation of Flesh« (instrumentalna skladba)       | 5:30           |                |                |                |                |                |                |                |
| 57:08          |                                                                      |                |                |                |                |                |                |                |                |

## Zasluge
| Nile - Karl Sanders – gitara, bas-gitara, vokal, klavijature, glissentar, baglama - Dallas Toler-Wade – gitara, bas-gitara, vokal - George Kollias – bubnjevi Dodatni glazbenici - Jason Hagan – dodatni vokal - Jon Vesano – dodatni vokal - Mike Breazeale – dodatni vokal | Ostalo osoblje - Seth Siro Anton – grafički dizajn, naslovnica, fotografije (efekti) - Neil Kernon – produkcija, snimanje, inženjer zvuka, miks - Patrick Collard – fotografije - Bob Moore – dodatni inženjer zvuka |

## Ljestvice
| Ljestvica (2012.)   | Najviša pozicija |
| ------------------- | ---------------- |
| Austrija            | 61.              |
| Belgija (Flandrija) | 156.             |
| Finska              | 37.              |
| Francuska           | 182.             |
| Njemačka            | 27.              |
| Švedska             | 41.              |
| Švicarska           | 61.              |